# Тейде
Те́йде (исп. Teide) — вулкан на острове Тенерифе, муниципалитет Ла-Оротава, самая высокая точка Испании, центр Национального парка Тейде. Высота — 3718 м, относительная высота над дном Атлантического океана — 7500 м, является высочайшей вершиной в этом океане. Остров Тенерифе является третьим по объёму вулканическим островом в мире.
Гора является крупным туристическим объектом, на её склонах — первый национальный парк в Испании. Район кратера, который иногда покрывается снегом, соединён с шоссе канатной дорогой. Канатная дорога начинается на высоте 2356 м и за восемь минут поднимает вагончик на 45 человек до высоты 3555 м. С верхней точки подъёма можно видеть все Канарские острова, кроме Лансароте, Грасьосы и Фуэртевентуры. Ещё выше (163 метров пешего подъёма) — вход ограничен, пропуск можно заказать заранее.
Национальный парк Тейде (исп. Parque Nacional del Teide) имеет площадь 18900 га и внесён в список объектов Всемирного наследия ЮНЕСКО в Испании. По верованиям гуанчей внутри вулкана жил злой демон Гуайота (Guayota).

## Извержения
Примерно 150 тыс. лет назад произошло сильное взрывное извержение, образовавшее кальдеру Лас-Каньядас на высоте около 2000 м над уровнем моря. Размер кальдеры — примерно 16 на 9 км, внутренние стены южной стороны поднимаются почти вертикально с 2100 до 2715 м. Вулкан Тейде (3718 м) и его дочерний стратовулкан Пико-Вьехо (3134 м), расположенные в северной половине кальдеры, возникли в результате более поздних извержений.
Христофор Колумб, проплывая мимо Тенерифе в 1492 году, по пути в Новый Свет видел «сильный огонь в долине Оротава». Это было интерпретировано как извержение вулкана. Радиометрические датировки лавы опровергают эту интерпретацию, однако они же свидетельствуют, что в 1492 году происходило извержение из другого канала — Бока-Кангрехо.
Тейде в настоящее время спит, последнее извержение произошло в 1909 году в северо-западной части. Небольшие извержения происходили в 1704 и 1705 годах на северо-восточном крыле вулкана. Извержение 1706 года уничтожило город и порт Гарачико и несколько небольших деревень. Последнее извержение в кальдере Лас-Каньядас произошло в 1798 году в западной части Пико-Вьехо. Извержение было в основном стромболианского типа, истёкшая лава видна вдоль шоссе из Вилафлора в Чио TF-38.

## Использование
Кусочки застывшей лавы используются для изготовления сувенирной продукции.

## Фотографии
- Вулкан с северо-востока
- Вершина Тейде
- Типичное канарское растение Синяк Вильдпрета на фоне Тейде
- «Палец» Тейде
- «Марсианский» пейзаж Национального парка Тейде
- Панорама кальдеры, в которой расположен вулкан Тейде
- Тейде 3D
- Нижняя станция канатной дороги вулкана Тейде
- Вид на вулкан Тейде с Ла-Гомера

## Виртуальный тур
Виртуальный тур — 26 панорам. 

Пеший поход по кальдере Las Canadas с восхождением на вершину Pico del Teide.  Архивная копия от 16 июля 2013 на Wayback Machine 

VR-tour — Tracking and Climbing «Caldera las Canadas — Pico del Teide»  Архивная копия от 16 июля 2013 на Wayback Machine 